# Yves Baudrier
Yves Baudrier (* 11. Februar 1906 in Paris; † 9. November 1988 ebenda) war ein französischer Komponist.

## Leben und Wirken
Baudrier begann ein Jura- und Philosophiestudium, bevor er Schüler des Organisten Georges Loth wurde. 1936 gründete er mit Jean-Yves Daniel-Lesur, André Jolivet und Olivier Messiaen die Groupe Jeune-France, als deren Theoretiker und Sprecher er galt. 1945 gründete er das Institut des Hautes Études Cinématographiques, an dem er bis 1965 unterrichtete. 
Neben zahlreichen Filmmusiken komponierte er sinfonische Dichtungen, eine Sinfonie, Kantaten, kammermusikalische Werke sowie Lieder und verfasste musiktheoretische Schriften.
Bei den Olympischen Sommerspielen 1936 nahm Baudrier an den Segelwettbewerben teil und belegte in der 6-Meter-Klasse den sechsten Platz. Bei den Olympischen Sommerspielen 1948 beteiligte er sich an den Kunstwettbewerben.

## Werke
- Raz de Sein, sinfonische Dichtung, 1936
- La Dame à la licorne für Klavier, 1937
- Eleonora, sinfonische Suite nach einem Gedicht von Edgar Allan Poe, 1938
- Agnus Dei für Chor und Orgel, 1938
- Le grand voilier, sinfonische Dichtung, 1939
- 2 poèmes de Tristan Corbière, 1944
- Erstes Streichquartett, 1944
- Sinfonie, 1945
- 2 poèmes de Jean Noir, 1946
- Cantate de la Pentecôte, 1952
- Prélude à quelque sortilège, 1953

- Zweites Streichquartett; „Autour de Mallarmé“, 1961
- Le musicien dans la cité, Filmpoem, 1967
- Treize histoires liées par un fil de flûte, Ballett, 1967

## Filmografie
- 1945: Schienenschlacht (La Bataille du rail), Regie: René Clément
- 1945: Das Boot der Verdammten (Les maudits), Regie: René Clément
- 1947: Spürhunde  (Les gosses mènent l‘enquête)
- 1950: Rendezvous in Paris (Château de verre), Regie: René Clément
- 1951: Die Nacht ist mein Reich  (La nuit est mon royaume)
- 1950: Verlaß mich nicht (L’Homme qui revient de loin), Regie: Jean Castanier
- 1952: Die sieben Sünden (Les sept péchés capitaux)
- 1956: Die schweigende Welt (Le monde du silence), Regie: Jacques-Yves Cousteau und Louis Malle

## Schriften
- Cinéma et musique, 1953
- Les Signes du visible et de l'audible
- L´intelligence et la musique